# Phlebotomus major
Phlebotomus major är en tvåvingeart som beskrevs av Annandale 1910. Phlebotomus major ingår i släktet Phlebotomus och familjen fjärilsmyggor. Inga underarter finns listade i Catalogue of Life.